# Vierpunktige Sichelschrecke
Die Vierpunktige Sichelschrecke (Phaneroptera nana) ist eine Art aus der Unterfamilie der Sichelschrecken (Phaneropterinae).

## Merkmale
Die Tiere werden 12 bis 18 Millimeter lang und sehen der Gemeinen Sichelschrecke (Phaneroptera falcata) sehr ähnlich. Sie besitzen ebenso einen grün gefärbten Körper, die gleichmäßig verteilten dunklen Pünktchen sind aber meist stärker erkennbar. Dadurch wirken die Tiere stärker dunkelgrün oder graugrün anstelle von gelbgrün. Der Körperbau ist etwas gedrungener und wirkt buckliger als bei der ähnlichen Art. Weitere Unterscheidungsmerkmale sind die Halsschild-Seitenlappen, die bei der Vierpunktigen Sichelschrecke höher als lang sind und die langen Vorderflügel, die zusammengefaltet deutlich die Knie der Hinterbeine überragen. Die Weibchen haben zudem einen nahezu gleichmäßig gekrümmten Legebohrer (Ovipositor), dieser ist bei der ähnlichen Art anfangs stärker, zur Spitze hin schwächer gekrümmt. Die Männchen lassen sich an der Subgenitalplatte unterscheiden, die dreieckig ausläuft und nicht lappig erweitert ist.

### Ähnliche Arten
- Gemeine Sichelschrecke (Phaneroptera falcata)

## Vorkommen
Die Vierpunktige Sichelschrecke Art ist ursprünglich in Südeuropa beheimatet, wo sie in der Regel häufiger auftritt als Phaneroptera falcata. Die nördliche Verbreitungsgrenze verlief ursprünglich durch Österreich; insbesondere im Burgenland wurden Funde verzeichnet. Mittlerweile konnte die Art aber auch im Norden der Schweiz und bereits auch regelmäßig in Deutschland nachgewiesen werden mit zahlreichen Nachweisen in der oberrheinischen Tiefebene und dem bisher nördlichsten Fund (Stand August 2022) in Düsseldorf. Auch in Sachsen und Bayern wird die Art gelegentlich nachgewiesen. Damit ist die Art neben der Gemeinen Sichelschrecke die einzige voll geflügelte Sichelschreckenart, die in Mitteleuropa vorkommt. Man findet die Tiere in mit Büschen bewachsenen, sonnigen Gebieten, stellenweise aber auch an dichter verwachsenen Orten. Die Imagines treten von Juli bis August bzw. September, manchmal auch in den Oktober hinein auf.

## Referenzen
- Heiko Bellmann: Der Kosmos Heuschreckenführer, Die Arten Mitteleuropas sicher bestimmen, Franckh-Kosmos Verlags-GmbH & Co KG, Stuttgart 2006, ISBN 3-440-10447-8.